# UFC Fight Night: Holloway vs. Oliveira
UFC Fight Night: Holloway vs. Oliveira（ユーエフシー・ファイトナイト：ホロウェイ・バーサス・オリベイラ、別名UFC Fight Night 74）は、アメリカ合衆国の総合格闘技団体「UFC」の大会の一つ。2015年8月23日、カナダ・サスカチュワン州サスカトゥーンのサスクテル・センターで開催された。

## 大会概要
本大会ではマックス・ホロウェイとチャールズ・オリベイラによるフェザー級ワンマッチが組まれた。
キャリア5戦全勝のダニエル・ジョリーがUFCデビュー。

### カード変更
負傷などによるカードの変更は以下の通り。
- ショーン・オコンネル → ダニエル・ジョリー（第1試合）

- クリス・ウェイド → トニー・シムズ（第8試合）

- リック・ストーリー → ニール・マグニー（第11試合）

## 試合結果

### アーリープレリム
第1試合 ライトヘビー級ワンマッチ 5分3R
○  ミーシャ・シルクノフ vs.  ダニエル・ジョリー ×
1R 4:45 KO（パウンド）
第2試合 ライト級ワンマッチ 5分3R
○  シェーン・キャンベル vs.  エリアス・シウヴェリオ ×
3R終了 判定3-0（29-28、29-28、29-28）

### プレリミナリーカード
第3試合 フライ級ワンマッチ 5分3R
○  クリス・ケラデス vs.  クリス・ビール ×
3R終了 判定2-1（27-30、29-28、29-28）
第4試合 ライトヘビー級ワンマッチ 5分3R
○  ニキータ・クリーロフ vs.  マルコス・ホジェリオ・ジ・リマ ×
1R 2:29 リアネイキドチョーク
第5試合 バンタム級ワンマッチ 5分3R
○  フェリペ・アランテス vs.  イヴ・ジャブエン ×
1R 4:21 腕ひしぎ十字固め
第6試合 ライト級ワンマッチ 5分3R
○  フランキー・ペレス vs.  サム・スタウト ×
1R 0:54 TKO（右フック→パウンド）

### メインカード
第7試合 女子ストロー級ワンマッチ 5分3R
○  ヴァレリー・ルトーノー vs.  マリーナ・モロズ ×
3R終了 判定3-0（29-28、29-28、30-27）
第8試合 ライト級ワンマッチ 5分3R
○  オリビエ・オウビン＝メルシエ vs.  トニー・シムズ ×
3R終了 判定3-0（30-27、30-27、29-28）
第9試合 ライト級ワンマッチ 5分3R
○  フランシスコ・トリナウド vs.  チャド・ラプリーズ ×
1R 2:43 TKO（マウントパンチ）
第10試合 ウェルター級ワンマッチ 5分3R
○  パトリック・コーテ vs.  ジョシュ・バークマン ×
3R 1:26 TKO（パウンド）
第11試合 ウェルター級ワンマッチ 5分3R
○  ニール・マグニー vs.  エリック・シウバ ×
3R終了 判定2-1（28-29、29-28、30-27）
第12試合 フェザー級ワンマッチ 5分5R
○  マックス・ホロウェイ vs.  チャールズ・オリベイラ ×
1R 1:39 TKO（食道の負傷）

### 各賞
ファイト・オブ・ザ・ナイト： パトリック・コーテ vs. ジョシュ・バークマン
パフォーマンス・オブ・ザ・ナイト： フランキー・ペレス、フェリペ・アランテス
各選手にはボーナスとして5万ドルが支給された。